# بخش چاه دادخدا
بخش چاه دادخدا، یکی از بخش‌های شهرستان قلعه‌گنج در استان کرمان ایران است. مرکز این بخش، شهر چاه دادخدا است.

## تقسیمات کشوری
- بخش چاه دادخدا
  - دهستان چاه دادخدا
  - دهستان رمشک
  - دهستان مارز

شهرها: رمشک و چاه دادخدا

## جمعیت
بر پایه سرشماری عمومی نفوس و مسکن در سال ۱۳۹۵، جمعیت بخش چاه دادخدا برابر با ۲۵٬۵۴۰ نفر بوده‌است.